# یاسمین وثوقیان
یاسمین وثوقیان (انگلیسی: Yasmin Vossoughian خبرنگار و گوینده خبر ام‌اس‌ان‌بی‌سی است.